# Actinote byssa
Actinote byssa är en fjärilsart som beskrevs av Charles Oberthür 1917. Actinote byssa ingår i släktet Actinote och familjen praktfjärilar. Inga underarter finns listade i Catalogue of Life.